# 莱切内伊马尔西
莱切内伊马尔西（義大利語：Lecce nei Marsi），是位于意大利阿奎拉省的其中一个市镇。总面积66平方公里，人口1774人，人口密度为26.9人/平方公里（2009年）。ISTAT代码为066050。